# Rauranum
Rauranum ou Rarauna est le nom latin d'une agglomération gallo-romaine qui était située sur le territoire de l'actuelle commune de Rom, dans le département des Deux-Sèvres.

## Le site
Rarauna est cité par la Table de Peutinger et l'Itinéraire d'Antonin. La forme Rauranum résulte d'une métathèse.
Ce vicus, agglomération secondaire du territoire des Pictons, était située entre Brigiosum (Brioux-sur-Boutonne) et Lemuno (Limonum) (Poitiers). L'agglomération antique de Rauranum s'étendait sur près de 40 hectares au sud du village actuel. 
Le site de Rauranum aurait été choisi pour sa situation à un point de traversée (pont) de la rivière la Dive du Sud, à une journée de voyage de Limonum (Poitiers) et à un carrefour de plusieurs voies romaines. La voie allant de Limonum à Mediolanum Santonum (Saintes) était la plus importante, mais des voies se dirigeant vers l'est et vers le sud se rejoignaient également là. Le vicus (mansio ou mutatio) était donc une station du cursus publicus et assurait un rôle de relais pour les attelages et d'hébergement pour les voyageurs.
Le site de Rauranum a été occupé du premier au IVe siècle apr. J.-C. L'agglomération s'est ensuite peu à peu déplacée légèrement vers le nord pour se fixer au Haut Moyen Âge (Ve siècle), sur l'emplacement du village actuel.

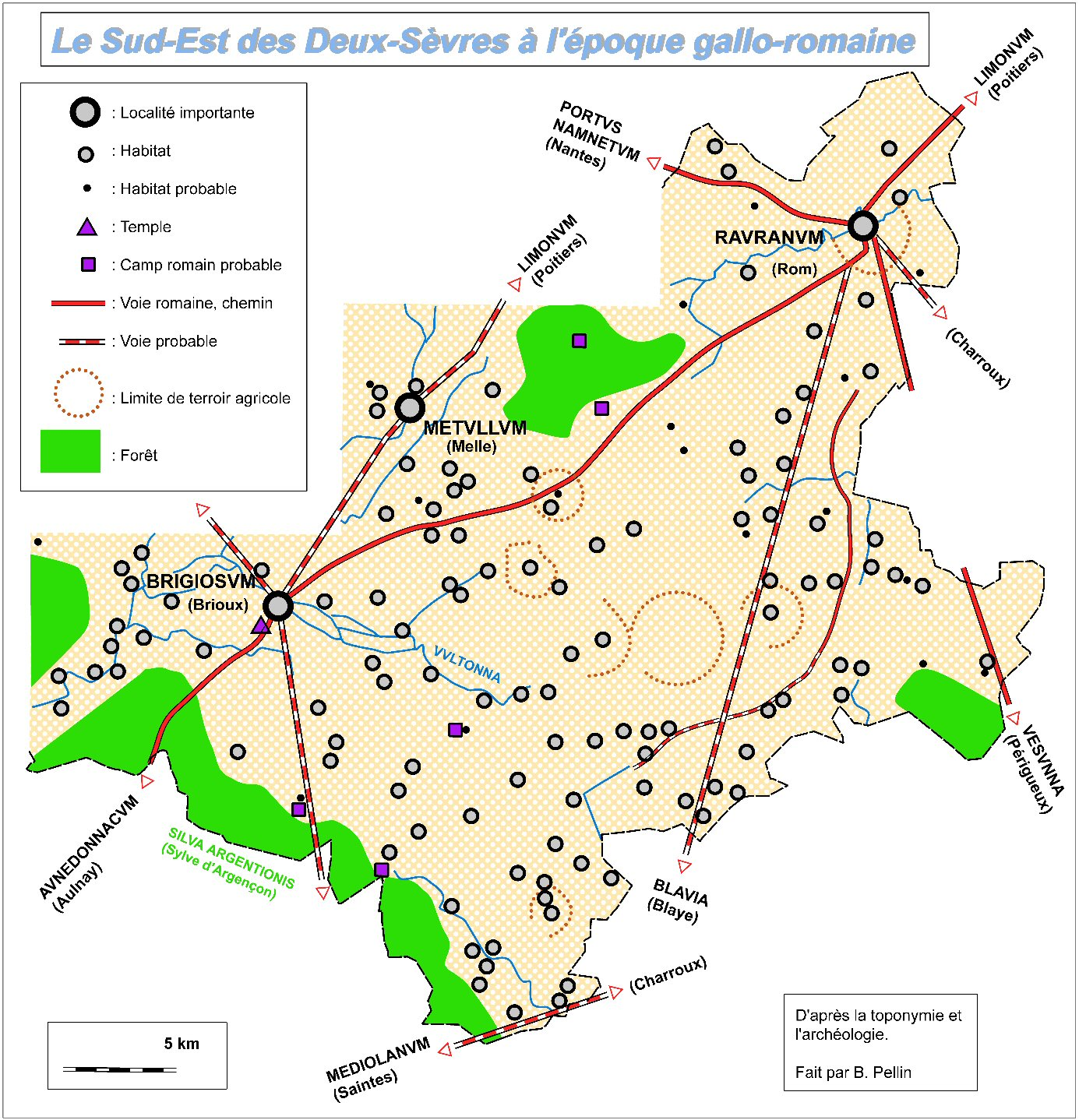
Carte du Sud-Est des Deux-Sèvres à l'époque gallo-romaine d'après la toponymie et l'archéologie.

## La découverte et l'exploration du site
La première mention de vestiges archéologiques daterait de 1840, mais il fallut attendre la fin du XIXe siècle pour que soient lancées les premières fouilles de grande ampleur. 
A la fin du XXe siècle (1995-1996), des prospections, des fouilles et des photos aériennes ont permis une meilleure reconnaissance du site en distinguant deux phases et trames d"occupation humaine. Un premier noyau urbain a été daté du Ier siècle un second noyau est daté des IIe et IIIe siècles

## Les vestiges
Les vestiges mis au jour ont révélé :
- des temples,
- des thermes,
- des villas,
- trois ateliers artisanaux (four, forges...)
- des boutiques (boucheries...)
- des écuries[3].

ainsi que deux rues perpendiculaires.
Plus de soixante fragments d'inscriptions latines (dont trois bornes milliaires) ont été récupérés..